# Hindustan Motors

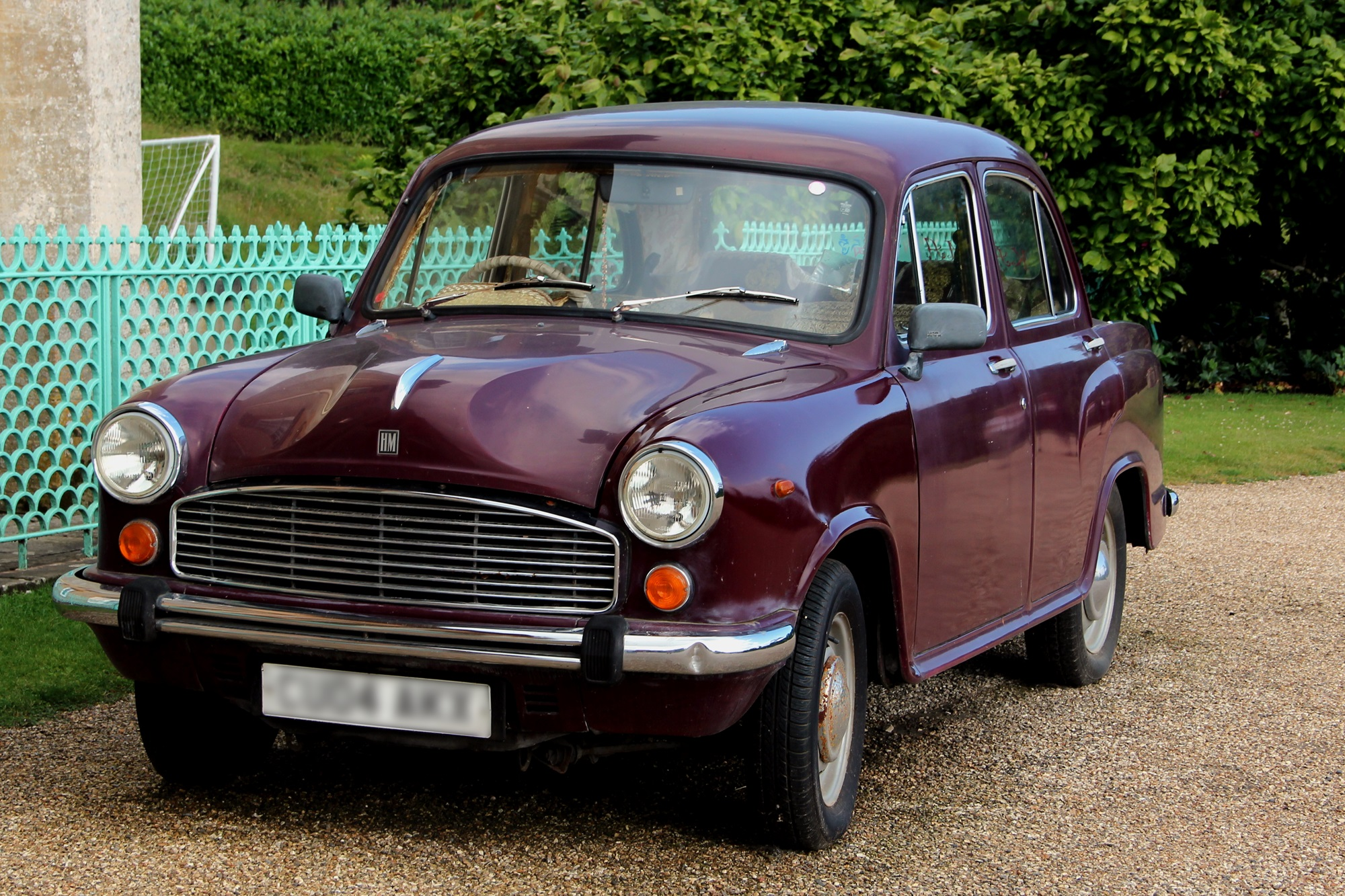
Hindustan Ambassador

Hindustan Motors is een van de drie oudste autofabrikanten van India.

## Geschiedenis
Het bedrijf werd in 1942 opgericht door de Indiase industriële familie Birla in Port Okha bij Gujarat. In 1944 begon men met de licentieproductie van Britse vrachtauto's en vanaf 1946 ook Morris-personenauto's. Omdat tijdens de Tweede Wereldoorlog de transportroute van het Verenigd Koninkrijk naar India praktisch was afgesneden, bloeide de Indiase economie in deze tijd. Na de onafhankelijkheid van India en de Eerste Kasjmiroorlog in 1948 werd de productie van Hindustan naar Uttarpara bij Calcutta in West-Bengalen verplaatst.
Toen in Groot-Brittannië in 1959 het nieuwe model van de Morris Oxford in productie ging, nam Hindustan de productie van de Morris Oxford Series III van 1956 over. Dit model werd met talrijke modificaties tot 2014 gebouwd met de benaming Hindustan Ambassador en wordt als voorheen gebruikt als taxi en door overheidsdiensten. In mei 2014 werd de productie gestaakt. Door hoge importheffingen en protectionisme tot het einde van de jaren 80 was Hindustan jarenlang de marktleider met dit als onverwoestbaar en solide geldende model in India.
Tot het laatst maakte Hindustan bij de Ambassador geen gebruik van moderne elektronica, maar werden wel verschillende carrosseriemodificaties doorgevoerd. In het Verenigd Koninkrijk en  Japan werd een katalysator-versie aangeboden. Tijdens topjaren produceerden 11.000 werknemers jaarlijks ongeveer 18.000 Ambassadors met tot vijf motorvarianten (inclusief diesel, aardgas- en LPG-versies). In de laatste jaren daalde de verkoop echter snel, deels omdat de Indiase overheid in 2010 nieuwe milieurichtlijnen introduceerde. De Ambassador geniet nog steeds een cultstatus in India, vergelijkbaar met de Checker in de Verenigde Staten.
Toegevoegd aan de Ambassador werd een andere Brits automodel, de Vauxhall Victor, de Britse tegenhanger van de Opel Rekord D, waarvan de productie in het Verenigd Koninkrijk werd stopgezet in 1978. Hij was in India als Hindustan Contessa met een motor van Isuzu uitgerust en werd ook in Uttapara geproduceerd tot 2002. Ook werd hier een multifunctioneel voertuig gebouwd, vergelijkbaar met de Suzuki Samurai, in een pick-up-variant als Hindustan Porter en als Jeep-variant (Hindustan Pushpak of Hindustan Trekker).
Bovendien werd hier de productie van vrachtauto's voortgezet. Vandaag de dag bouwt Hindustan het chassis met 112 pk dieselmotor en aandrijflijn van de Bedford-vrachtwagen als Hindustan T-480 FC. Deze modellen worden ook geëxporteerd naar Bangladesh, Egypte, Nieuw-Zeeland, Sri Lanka en Mauritius.
Samen met het Mitsubishi-concern richtte Hindustan in 1998 een nieuwe fabriek op in Tiruvallur bij Chennai in de deelstaat Tamil Nadu. Daar worden diverse Mitsubischi-modellen gebouwd waaronder de Lancer en de Pajero, een SUV.
In Pithampur bij Indore in de deelstaat Madhya Pradesh richhte Hindustan een andere joint venture op met de Australische OKA Motor Company voor de assemblage van een terreinauto die wordt geleverd met een opbouw als minibus, als vrachtwagen met open laadbak of als ambulance.
In Hosur bij Bangalore in de deelstaat Tamil Nadu worden zware bouwmachines vervaardigd en geëxporteerd naar Oman, Jordanië, Irak, Bangladesh, Mauritius en  Libië.
In 2017 maakte PSA afspraken met het moederbedrijf van Hindustan Motors, de CK Birla Group, om de Indiase markt te betreden. Dit omvatte de ook aankoop van het merk Ambassador.

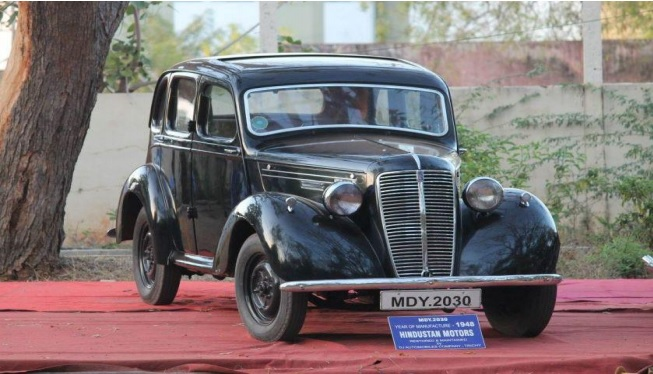
Hinustan 10 (1948)
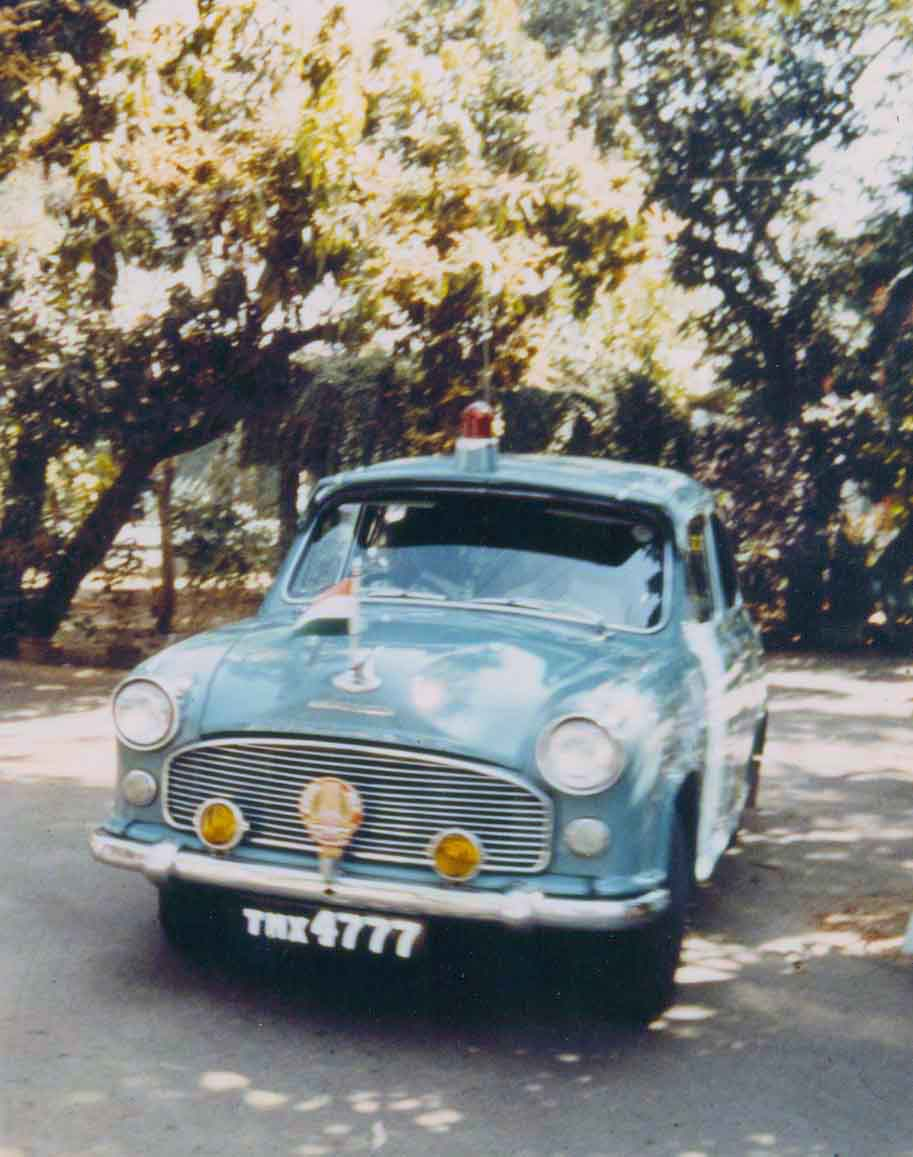
Hindustan Ambassador
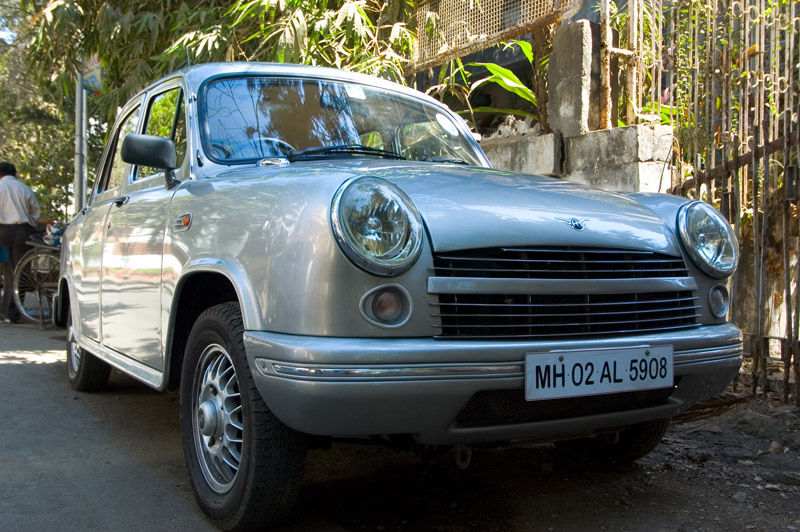
Hindustan Ambassador Avigo
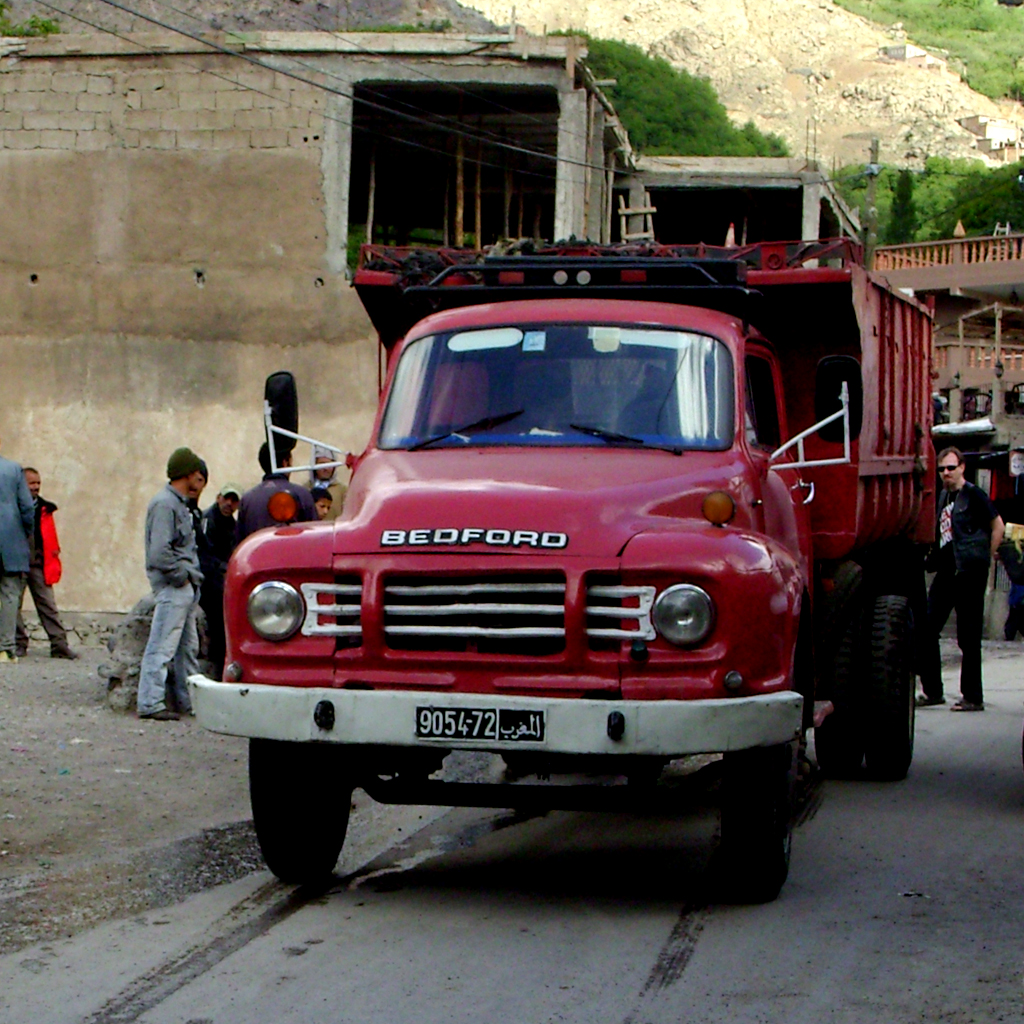
Bedford TJ geproduceerd door Hindustan
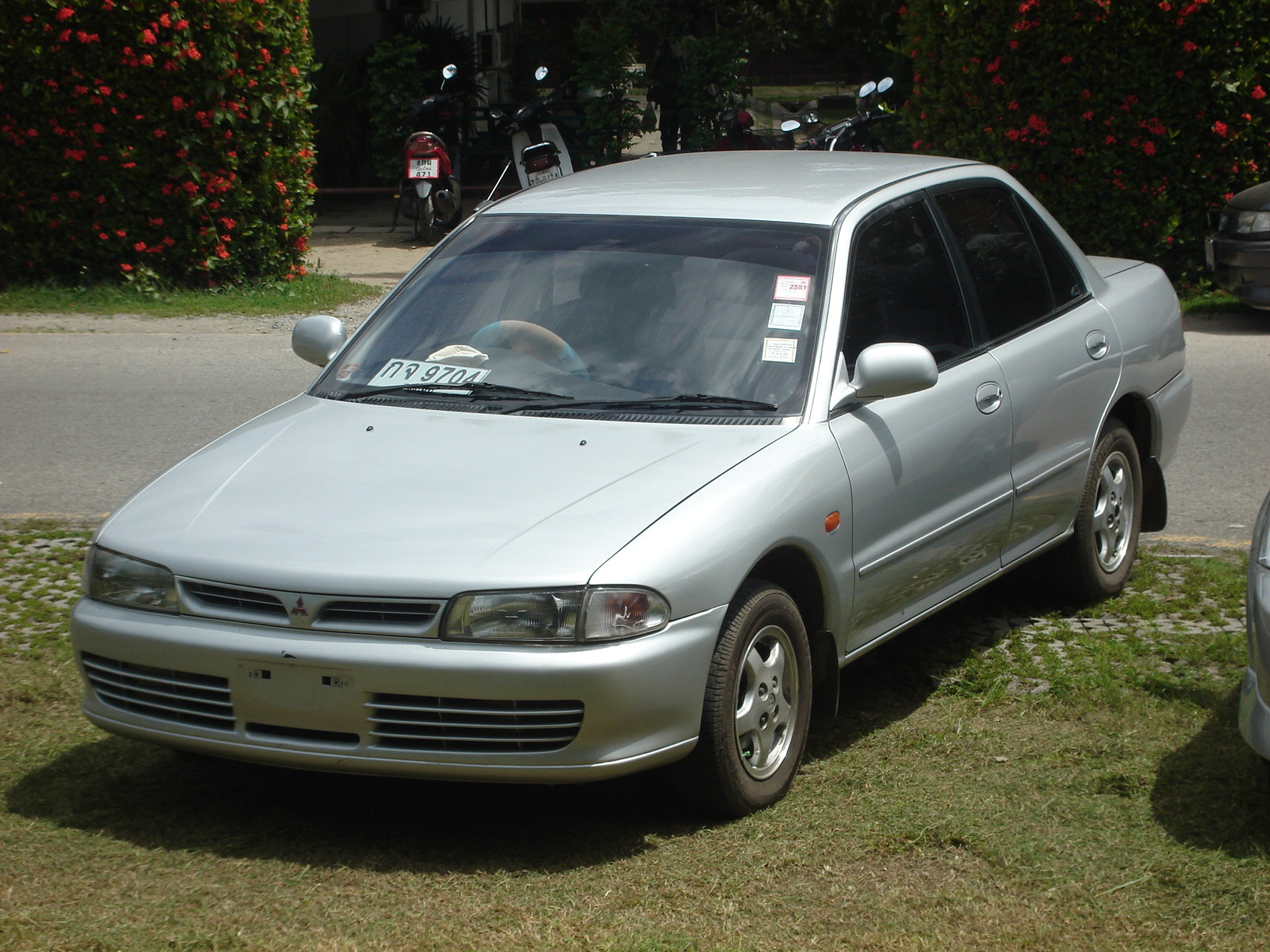
Mitsubishi Lancer
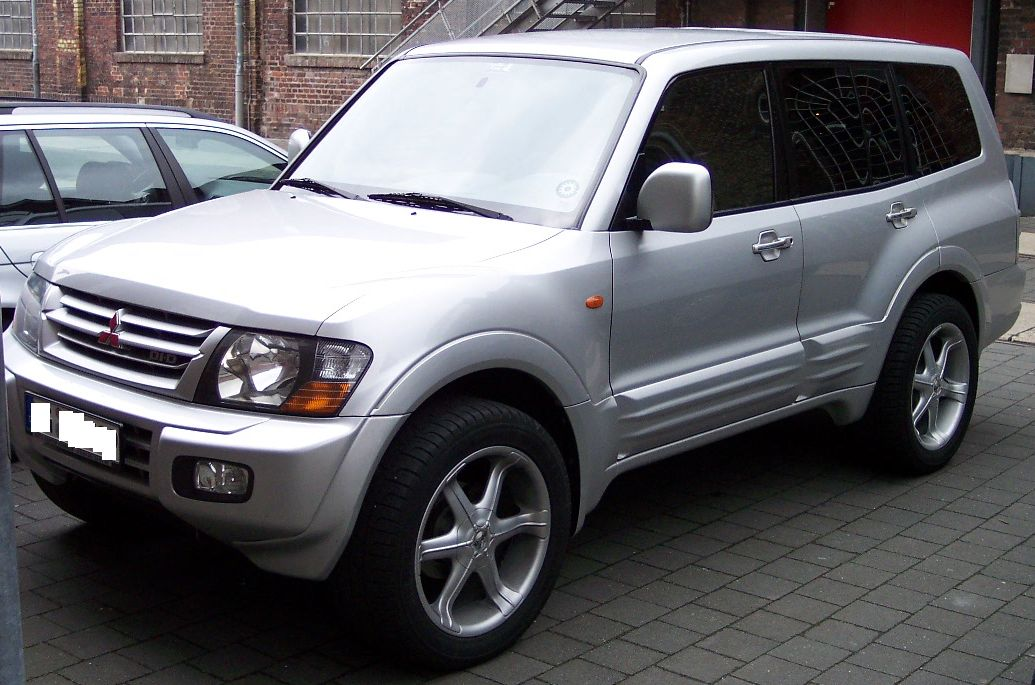
Mitsubishi Pajero